# 陳熙鋒
陳熙鋒（1973年9月30日—），本名陳躍虎，台灣男藝人,後改名為陳熙峰，出生於高雄市。現在主要活躍於電視劇，與其兄陳宇風為雙胞胎兄弟。陳熙鋒於1997年與其兄陳宇風被唱片公司發掘，組成台灣最早的雙胞胎偶像組合Top Twinz，並發行了專輯《愛有靈犀》。其後因唱片公司被合併，兩兄弟轉戰戲劇界。

## 生平
陳熙鋒於1973年9月30日在台灣高雄出生長大，14歲時跟隨家人移民到美國佛羅里達州，在當地生活了8年。
1997年陳熙鋒與其兄陳宇風被點將唱片發掘，塑造為台灣最早的雙胞胎偶像組合Top Twinz，並且科藝百代鼎盛時期發行了第一張專輯《愛有靈犀》，以Sean史恩藝名開始活躍於演藝圈。當時為唱片公司力捧的新人，曾經到香港、馬來西亞、新加坡和美國宣傳造勢，更担任過譚詠麟演唱會的表演嘉賓。而當時亦有計劃到香港TVB拍戲。其後因唱片公司被合併和合約糾紛，曾經有長達一年的時間出現工作的空窗期。 在經過演藝事業的低潮之後，陳熙鋒決定轉戰戲劇界。
從1998年拍第一部戲一直到2002年都是用陳躍虎這個名字。在2004至2007期間，其作品都是以陳熙鋒爲名。自2007年起拍攝三立台灣台八點檔《我一定要成功》，正式改用陳熙鋒至今。
2010年，陳熙鋒首次參與大愛劇場演出，加入了《清秀家人》的演員陣容，開展了新的演藝道路。其後作為大愛電視戲劇的當紅小生，擔任《水返腳的春天》《心開運轉》《逆光真愛》《阿爸講的話》等戲劇的男主角。
2016年，陳熙鋒事業重心轉向了中國大陸，成為熙源國際文化傳播有限公司旗下藝人。2016年4月，古裝武俠電影《俠義神捕之請君入甕》正式殺青，成爲陳熙鋒在中國大陸的第一部作品，也是他繼十年前《神機妙算劉伯温》之後的第一部古裝戲。
2015年拍攝，2016年播出的大愛劇場《家有滿子》飾演男主角謝佩澤，和陳熙鋒以往飾演的角色性格極爲不同，其演出廣受好評。
陳熙鋒參演的大愛劇場《竹南往事》在2016年9月7日正式殺青。陳熙鋒感嘆“人生玄妙”因為過了6年居然再次和帶入他進大愛戲劇的製作人楊曼麗以及其製作團隊再次合作，是難得的機緣。

## 感情生活
2021年公開已於疫情期間與小11歲的魏綺萱（Karen）完成結婚登記一年多；女兒「樂樂」在2022年3月31日誕生，強調兩人並非先有後婚。
兒子「龍龍」於2024年5月28日出生。

## 電視劇
| 年份   | 頻道       | 劇名                         | 角色         |
| ------ | ---------- | ---------------------------- | ------------ |
| 1998年 | 翡翠台     | 《龍堂》                     | 小虎         |
| 1999年 | 台視       | 《青春護照》                 | 張清豪       |
| 2000年 | 華視       | 《台灣靈異事件》向媽祖喊冤   | 林虎         |
| 2001年 | 台視       | 《吐司男之吻》               | Second       |
| 2002年 | 三立都會台 | 《一切從結婚開始》           | 落杰         |
| 2004年 | 台視       | 《兄弟姊妹》                 | 汪英雄       |
| 2004年 | 台視       | 《野球風雲》                 | 李湯姆       |
| 2005年 | 台視       | 《海誓山盟》                 | 方建良       |
| 2005年 | 台視       | 《我最爱的人》               | Jason        |
| 2006年 | 台視       | 《神機妙算劉伯溫之道高一尺》 | 車田         |
| 2006年 | 台視       | 《神機妙算劉伯溫之七絕陣》   | 黃華         |
| 2007年 | 三立台灣台 | 《我一定要成功》             | 林政峰       |
| 2007年 | 中視       | 《豪門本色》                 | 林世華       |
| 2008年 | 三立台灣台 | 《真情滿天下》               | 高正峰       |
| 2008年 | 華視       | 《三明治先生》               | 吳春雄       |
| 2009年 | 三立台灣台 | 《天下父母心》               | Timmy        |
| 2010年 | 大愛電視台 | 《清秀家人》                 | 張世勳       |
| 2010年 | 大愛電視台 | 《美味人生》                 | 陳添福       |
| 2011年 | 台視       | 《獅子的女兒》               | 李文泰       |
| 2012年 | 安徽衛视   | 《望海的女人》               | 林再舜       |
| 2013年 | 大愛電視台 | 《儼然新生》                 | 蘇興發       |
| 2013年 | 大愛電視台 | 《水返腳的春天》             | 陳山田       |
| 2013年 | 大愛電視台 | 《心開運轉》                 | 蘇卿躬       |
| 2013年 | 大愛電視台 | 《逆光真愛》                 | 黃文燦       |
| 2014年 | 大愛電視台 | 《阿爸講的話》               | 林福全       |
| 2015年 | 大愛電視台 | 《最美的雲彩》               | 葉輝芳       |
| 2015年 | 大愛電視台 | 《吉姊當家》                 | 張文淵       |
| 2015年 | 三立台灣台 | 《思慕的人》                 | 林必成       |
| 2016年 | 大愛電視台 | 《家有滿子》                 | 謝佩澤       |
| 2017年 | 大愛電視台 | 《竹南往事》                 | 顏吉滄       |
| 2017年 | 華視       | 《春風愛河邊》               | 丁俊傑       |
| 2018年 | 廈門衛視   | 《幸福的腳步》               | 宋项峰       |
| 2019年 | 大愛電視台 | 《百歲仁醫》                 | 曾文賓       |
| 2019年 | 大愛電視台 | 《程哥懺悔路》               | 阿楠         |
| 2019年 | 民視       | 《多情城市》                 | 李正雄       |
| 2021年 | 民視       | 《黃金歲月》                 | 吳清元吳義德 |
| 2022年 | 大愛電視台 | 《你好，我是誰？》           | 林榮威       |
| 2023年 | 民視       | 《愛的榮耀》                 | 高大同       |
| 2024年 | 華視       | 《少女八家將》               | 張志中       |
| 2025年 |            | 《天意偵查隊》               |              |
| 2025年 | 大愛電視台 | 《臥龍好歲月》               |              |

## 電影
| 年份   | 片名                   | 角色   |
| ------ | ---------------------- | ------ |
| 1998年 | 《超級天兵之機車班長》 | 陳邦雄 |
| 1999年 | 《月亮的秘密》         | 巫志文 |
| 1999年 | 《驚天動地》           | 阿聰   |
| 2001年 | 《生命有Take 2》       |        |
| 2001年 | 《狗仔大佬》           |        |
| 2018年 | 《俠義神捕之請君入甕》 | 朝暉   |

## 舞台劇
| 年份   | 節目     | 名稱         |
| ------ | -------- | ------------ |
| 2001年 | 綠光劇團 | 《人間條件》 |

## 音樂作品
| 年份 | 專輯                          | 歌曲 |
| ---- | ----------------------------- | --- |
| 1997 | 《愛有靈犀》（Top Twinz專輯） | 1.愛有靈犀 2.只為你著迷 3.誰都不能代替 4.我的女朋友的男朋友 5.貪得無厭 6.雙星 7.被愛催眠 8.許願 9.心電感應 10.來個擁抱 |
| 2000 | 《被單》（公益EP唱片）        | 1.被單 |

## 廣告代言
- Pizza Hut
- 香港現代經典婚紗 （2002）
- MOTOROLA手機 (1998)
- Levi's 501 (1998)
- 留言手錶 (1997)
- 雀巢燕麥粥 (1997)
- 波蜜檸檬C (1997)
- 雀巢檸檬茶 (1997)

## 主持作品

### 電視節目
- 三立台灣台《台灣尚青》 代班主持人 (2007)

## 外部連結
- 陳熙鋒的Instagram帳戶
- 陳熙鋒 - Sean Chen的Facebook專頁
- 陳熙鋒的新浪微博
- Staregion Imc的Facebook專頁
- 熙源国际文化传播的新浪微博
- 陳熙鋒 熙源國際-介紹 （页面存档备份，存于）
- 陳熙鋒 萬星傳播-介紹